# Италија на Дечјој песми Евровизије
Италија је дебитовала на Дечјој песми Евровизије 2014. године која се одржала на Малти.

## Представници
| Година | Извођач(и)               | Песма                         | Пласман          | Поени            |
| ------ | ------------------------ | ----------------------------- | ---------------- | ---------------- |
| 2014   | Винченцо Кантијело       | Tu primo grande amore         | 1                | 159              |
| 2015   | Kјaрa и Maртинa Скaрпaри | Viva                          | 16               | 34               |
| 2016   | Фјама Бочија             | Cara Mama (Dear Mom)          | 3                | 209              |
| 2017   | Марија Исида Фјоре       | Scelgo (My Choice)            | 11               | 86               |
| 2018   | Мелиса и Марко           | What Is Love                  | 7                | 151              |
| 2019   | Марта Виола              | La voce della terra           | 7                | 129              |
| 2020   | Није учествовала         | Није учествовала              | Није учествовала | Није учествовала |
| 2021   | Елизабета Лица           | Specchio (Mirror on the Wall) | 10               | 107              |
| 2022   | Шанел Дилекта            | Bla Bla Bla                   | 11               | 95               |
| 2023   | Мелиса и Ранија          | Un mondo giusto               | 11               | 81               |
| 2024   | Симоне Гранде            | Pigiama Party                 | 9                | 98               |
| 2025   |                          |                               |                  |                  |